# Нобелова награда
Нобелова награда је интернационална награда, коју годишње додељују шведске и норвешке институције, као знак признања за академска, културна, и/или научна достигнућа. По жељи шведског научника и проналазача Алфреда Нобела, ова награда је установљена 1895. године. Први пут је додељена 1901. године и то из области хемије, књижевности, мира, физике, психологије и медицине. У периоду између 1915. и 2015. године, Нобелова награда из области економских наука је додељена 573 пута, а добило је 900 људи и организација. Церемонија доделе Нобелове награде се одржава у Стокхолму (Шведска) једном годишње, у свим до сада установљеним категоријама, изузев церемоније доделе Нобелове награде за мир која се одржава у Ослу (Норвешка). Сваки добитник или лауреат, прима златну медаљу, диплому и извесну суму новца коју одређује Нобелова фондација. Нобелова награда се сматра најпрестижнијом наградом из области књижевности, медицине, физике, хемије, мира и економије.
Шведска краљевска академија наука додељује Нобелову награду за физику, хемију и меморијалну награду из области економских наука, док Нобелово веће института Каролинска (Солна, Шведска) додељује Нобелову награду из области психологије и медицине. Такође, Шведска академија додељује и Нобелову награду за књижевност, а Нобелову награду за мир додељује Норвешки Нобелов комитет.
Ова награда се не додељује постхумно, међутим, уколико потенцијални добитник умре пре могућности да прими награду, постоји шанса да се награда ипак додели. Иако се просечан број лауреата Нобелове награде значајно повећао током 20. века, награду не може да дели више од три добитника.

## Историја
Алфред Нобел је рођен 21. октобра 1833. године у Стокхолму (Шведска), у породици инжењера. Био је хемичар, инжењер и проналазач. Током 1894. године, од компаније Бофорс је купио млин од гвожђа и челика, ког је претворио у велику фабрику за производњу оружја. Такође, Нобел је изумео бездимно гориво, које је било претеча многим бездимним војним експлозивима, посебно британском бездимном праху. Због својих захтева око патената, Нобел је на крају био укључен и у прекршајну парницу. Међутим, Нобел је стекао богатство током живота, захваљујући бројним проналасцима (355 проналазака), од којих је најпознатији динамит.
Године 1888. Нобел је био пренеражен, када је у француским новинама прочитао сопствену умрлицу под насловом „Творац смрти је мртав". То је заправо био Алфредов брат Лудвиг који је већ био преминуо, тако да је за Алфредову умрлицу још увек било прерано. Међутим, овај чланак је узнемирио Нобела и натерао га да страхује због начина на који ће бити упамћен. То га је инспирисало да промени тестамент. Алфред Нобел је преминуо 10. децембра 1896. године од интрацеребралног крварења, у својој вили у Сан Рему. Тада је имао 63 године.
Током живота Нобел је написао неколико тестамената. Последњи је написао годину дана пре своје смрти. На опште изненађење, Нобелова последња жеља је била да се његово богатство користи у сврху креирања награда за оне који доприносе великом напретку човечанства из области физике, хемије, психологије, медицине, књижевности и мира. Нобел је донирао 94% својих средстава (31 милион шведских круна) за формирање пет Нобелових награда. Због скептицизма околине, тестамент није био испуњен све до 26. априла 1897. године, када га је одобрило законодавство Норвешке. Извршиоци Нобеловог тестамента, Рагнар Сохлман и Рудолф  Лилјеквист, основали су Нобелову фондацију која се брине о Нобеловом богатству и организује доделу награда.
Према Нобеловој жељи, Норвешки Нобелов комитет је задужен за доделу награде за мир.

### Нобелова фондација
Нобелова фондација је основана као приватна организација 29. јуна 1900. Њена функција је управљање финансијским средствима и администрацијом Нобелових награда. У складу са Нобеловим тестаментом, примарни задатак фондације је управљање имовином коју је Нобел оставио. Роберт и Лудвиг Нобел су учествовали у нафтном бизнису у Азербејџану, и према шведском историчару Е. Баргенгрену, који је проучавао архиве Нобелове породице, „одлука да се дозволи повлачење Алфредовог новца из Бакуа, је била одлучујући фактор који је омогућио успостављање Нобелових награда”. Још један важан задатак Нобелове фондације је да пласира награде на међународном нивоу и да надгледа неформалну администрацију везану за награде. Фондација не учествује у процесу селекције Нобелових лауреата. По много чему, Нобелова фондација је слична инвестиционој компанији, у смислу да она инвестира Нобелов новац да би се створила солидна база финансирања за награде и административне активности. Нобелова фондација је изузета од свих пореза у Шведској (од 1946) и од инвестиционих пореза у Сједињеним Државама (од 1953). Од 1980-их, фондацијине инвестиције су постале профитабилније и 31. децембра 2007, средства која су под контролом Нобелове фондације износила су 3,628 милијарди шведских круна (c. УС$560 милиона).
Према њеном статуту, Фондација се састоји од одбора са пет шведских или норвешких грађана, са седиштем у Стокхолму. Председника Одбора именује шведски краљ у савету, док остала четири члана именују повереници институција за доделу награда. Извршни директор се бира међу члановима одбора, заменика директора именује краљ у савету, и два заменика именују повереници. Међутим, од 1995, све чланове одбора бирају повереници, а извршног директора и заменика директора именују сами чланови одбора. Поред одбора, Нобелову фондацију сачињавају институције за доделу награда (Шведска краљевска академија наука, Нобелова скупштина у Каролинска института, Шведска академија, и Норвешки Нобелов комитет), повереници тих институција, и ревизори.

### Прве награде
Када је установљена Нобелова фондација, Нобелов комитет је почео сакупљање номинација за доделу награда. Након тога, комитет је послао прелиминарни списак кандидата институцијама за доделу награда. Нобелов комитет је за ужи избор за награду из области физике поставио Вилхелма Рендгена, захваљујући његовом открићу X-зрака и Филипа Ленарда који је открио катодне зраке. Академија Наука је изабрала Рендгена за добитника награде.{sfn|Levinovitz|Ringertz|2001|pp=117–118} Последњих деценија 19. века многи хемичари су дали значајан допринос науци. Академија је примила 20 номинација, од којих је 11 било за Џејкобса вант Хофа. Џејкобсу је додељена награда за открића из области хемијске термодинамике.
За доделу прве Нобелове награде из књижевности, Шведска академија је изабрала песника Ренеа Прондома. Против ове одлуке је протестовала група од 42 шведских писаца, уметника и књижевних критичара, јер су очекивали да награду прими Лав Толстој. Из области психологије или медицине, прва Нобелова награда је додељена немачком психологу и микробиологу Емилу вон Бехрингу, који је током 1890. године открио антитоксин, лек за дифтерију која је до тада била узрок смрти хиљада људи годишње.
Прва Нобелова награда за мир, отишла је у руке швајцарског бизнисмена и друштвеног активисте Жона Хенрија Дунанта, због његове улоге у оснивању Међународног покрета Црвеног крста и покретању Женевске конвенције, док је заједничка награда за мир додељена француском пацифисти Фредерику Пасију, оснивачу Лиге мира и поменутом активисти Жону Хенрију Дунанту.

### Други светски рат
У 1938. и 1939, Нацистичка Немачка Адолфа Хитлера је забранио тројици лауреата из Немачке (Рихарду Куну, Адолфу Бутенанту, и Герхарду Домагу) да приме њихове награде. Они су имали прилику касније да приме диплому и медаљу. Мада је Шведска званично била неутрална током Другог светског рата, награде нису регуларно додељиване. Године 1939, награда за мир није била додељена. Награде нису додељене ни у једној категорији тиком периода 1940–42, због немачке окупације Норвешке. Наредне године, све награде су додељене изузев награда за мир и књижевност.
Током окупације Норвешке, три члана Норвешког Нобеловог комитета су побегла у егзил. Преостали чланови су избегли прогоне Немаца тако што је Нобелова фондација изјавила да је зграда Комитета у Ослу била у шведском власништву. Тако је та локација била уточиште од немачке војске, која није била у рату са Шведском. Ови чланови су наставили са радом одбора, мада награде нису додељиване. Године 1944. Нобелова фондација, заједно са три члана у егзилу, постарала се да се номинације поднесу за награду за мир, тако да се награда могла поново доделити.

### Награда за економске науке
Године 1968,  (Шведска национална банка) славила је своју 300. годишњицу донирајући велику суму новца Нобеловој фондацији да успостави награду у част Нобела. Наредне године, Нобелова меморијална награда за економске науке је први пут додељена. Шведско краљевско друштво је добило одговорност селекције лауреата. Први лауреати награде за економију су били Рагнар Фриш и Јан Тинберген „за развој и примену динамичких модела за анализу економских процеса”. Управни одбор Нобелове фондације је одлучио да након тог проширења увођење додатних награда неће бити дозвољено.

## Контроверзе и критицизми

### Контроверзни примаоци
Међу другим критицизмима, Нобелов комитет је био оптуживан да има политичку агенду, и да су изостављани заслужнији кандидати. Они су исто тако били оптуживани за евроцентризам, посебно у погледу награда за књижевност.
Награда за мир
Међу највише критикованим Нобеловим наградама за мир је она којом су награђени Хенри Кисинџер и Ле Дук Тоу. То је довело да давања оставке два члана Норвешког Нобеловог комитета. Ле Дук Тоу је одбио награду. Кисинџер и Тоу су били награђени због преговора о прекиду ватре између Северног Вијетнама и Сједињених Држава у јануару 1973. Међутим, када је најављена награда, обе стране су још увек биле у сукобу. Многи критичари су мишљења да Кисинџер није био мировњак, већ насупрот томе, да је одговоран за проширење рата.
Јасер Арафат, Шимон Перес, и Јицак Рабин су добили награду за мир 1994. године због њихових напора да остваре мир између Израела и Палестине. Одмах након што је најављена награда, један од пет норвешких чланова Нобеловог комитета осудио је Арафата као терористу и поднео је оставку. Додатне сумње о Арафату биле су широко изражене у различитим новинама.
Још једна контроверзна награда за мир је била она којом је награђен Барак Обама 2009. године. Номинације су затворене само једанаест дана након што је Обама ступио на дужност као председник Сједињених Америчких Држава, али се стварна процена остварена током наредних осам месеци. Сам Обама је изјавио да он није сматрао да заслужује награду, нити да је вредан друштва у које би га она ставила. Добитници пређашњих награда за мир су били подељени, неки су сматрали да је Обама заслужио ову награду, а други су изјавили да није остварио достигнућа вредна такве награде. Обамина награда, заједно са претходним наградама за мир Џимија Картера и Ал Гора, исто тако је подстакла оптужбе о левичарском бајасу.

## Категорије
Награде се додељују у више различитих дисциплина:
- Нобелова награда за физику
- Нобелова награда за хемију
- Нобелова награда за физиологију или медицину
- Нобелова награда за књижевност
- Нобелова награда за мир
- Нобелова награда за економију (од 1969)

## Друге међународне награде
Премда најпознатија, Нобелова награда није и једина која се додељује. У САД је јако позната Пулицерова награда, која се исто као и Нобелова додељује у више категорија. Али, исто тако постоје и награде које су специфичне за поједине друштвене или научне категорије. Тако се нпр. у математици додељује Филдсова медаља и Абелова награда (додељује је краљ Норвешке). Архитекти се могу надати награди Прикеровој награди. У рачунарству се додељује Тјурингова награда, Воластонова медаља иде за геологију, док Шокова награда бива додељена за логику, филозофију, математику, уметност и музику. Награда Кјото се додељују у три категорије: напредна технологија, основне науке и уметност с филозофијом.
Постоји и хумористична страна света научних награда. Таква је награда Иг Нобел, који се додељује за "достигнућа која нису смела бити учињена и не смеју бити поновљена".